# John Marshall (cineasta)
John Kennedy Marshall (22 de noviembre de 1932 – 22 de abril de 2005) fue un antropólogo estadounidense y aclamado cineasta por su trabajo en Namibia. En él, grabó las vidas del Ju/'hoansi 

## Antecedentes
Marshall nació en Boston, Massachusetts, hijo de Lorna Marshall y Laurence Kennedy Marshall, y se crio en Cambridge, Massachusetts, y en Peterborough, New Hampshire. Su hermana, Elizabeth Marshall Thomas, es una escritora. Marshall tuvo una hija, Sonya. Se casó con Alexandra Eliot, que tenía dos hijos de un matrimonio anterior, Frederick y Christopher Eliot. Marshall hizo un grado y un máster en Antropología en la Universidad de Harvard. Marshall murió de cáncer de pulmón en abril de 2005.

## Carrera
Marshall viajó por primera vez al desierto del Kalahari y conoció a los Ju/'hoansi del Nyae Nyae en 1950, en un viaje iniciado por su padre para buscar el "Mundo Perdido del Kalahari." Antes de su segundo viaje al Kalahari, un año más tarde, Marshall recibió una cámara Kodak de 16mm y un consejo de su padre, "no dirijas, John, no pruebes a ser artístico, solo filma a las personas actuando naturalmente". Marshall empleó este consejo durante la década de 1950, sus películas anticiparon el cinema verité, movimiento de la década de 1960. Durante las décadas de 1950 y 1960 los miembros de la familia Marshall - John Marshal, su hermana Elizabeth Marshall Thomas, Lorna Marshall, y Laurence Marshall - regresaron al desierto del Kalahari en numerosas ocasiones para realizar un estudio etnográfico de los Ju/'hoansi y documentar una de las últimas culturas de cazadores recolectores que quedaban. Desde 1950 a 1958 Marshall filmó la vida de los Ju/'hoansi como cazadores y recolectores. Su primera película, Los Cazadores, se estrenó en 1957. "Los Cazadores" narra la caza de una jirafa por un grupo de Ju/'hoansi. "Los Cazadores," retrata a los Ju/'hoansi como si continuaran viviendo de la misma manera que en el pasado, cuando su principal preocupación era la lucha con la naturaleza. Pero, cuándo Marshall los filmó ya sufrían los efectos del mundo moderno y subsistían principalmente de la recolección de alimentos teniendo que luchar para encontrar suficientes alimentos. Reconociendo esta discrepancia entre la realidad y el retrato de la vida de los Ju/'hoansi en "Los Cazadores," Marshall decidió realizar a partir de entonces películas acerca de los Ju/'hoansi más objetivas y menos mediatizadas. Produjo una serie de cortos destinados a educar sin exotizar o "imponer estructuras narrativas occidentales a los sujetos filmados".
Durante la década de 1960 y la mayor parte de la de 1970, el gobierno prohibió a Marshall, y a casi todos los antropólogos y cineastas, visitar a los Ju/'hoansi, ya que los consideraba "una amenaza al status quo". Durante este periodo, Marshall produjo muchos cortometrajes sobre el Ju/'hoansi de Nyae Nyae con el metraje que había recopilado en la década de 1950 y realizó otros proyectos cinematográficos en los EstadoUnidos. Marshall fue el cámara en la primera películas documental de Fred Wiseman, Titicut Follies. También rodó y produjo una serie de cortos sobre el trabajo de la policía en Pittsburgh, PA.  En 1968, Marshall y Tim Asch fundaron Documentary Educational Resources, una organización sin ánimo de lucro dedicada a facilitar el uso de documentales transculturales en las aulas.
Marshall se involucró en la organización de base y el desarrollo en Nyae Nyae en la década de 1980, creando una fundación que se convertiría la Fundación para el Desarrollo de Namibia en Nyae Nyae. El mismo se dedicó a la defensa de los derechos de los Ju/'hoansi. En 2003, la Sociedad para Antropología Visual le concedió un premio por sus 50 años de trabajo en una sociedad de cazadores recolectores
En los Human Studies Film Archives, en el Instituto Smithsonian, se conservan más de seis mil metros de película de 16 mm filmada por Marshall, junto con miles de horas de vídeo y películas editadas acerca de los Ju/'hoansi. Se conoce oficialmente como la Colección de películas y vídeos sobre los bosquimanos Ju/'hoan, 1950-2000, de John Marshall. La colección fue declarada Patrimonio de la Humanidad por la UNESCO en julio de 2009. Cynthia Close, Directora de Documentary Educational Resources consideró esta colección "sin paralelo en la historia del cine o en la historia de la documentación de la humanidad".

## Evolución del cine realista
John Marshall produjo películas realistas que combinaban medios documentales y película etnográfica.  Su trabajo ofrece una visión evolutiva original y única de lo que fue técnicamente posible y estilísticamente en el documental durante sus más de cincuenta años como realizador cinematográfico. Marshall fue un pionero en el estilo de cinema verité . Él dijo: "empecé a filmar acontecimientos desde ángulos y distancias que acercaban las perspectivas de las personas que filmaba, intentaba filmar como un miembro del grupo más que rodar desde fuera como un observador". El empezó pensando sobre su posición vis-à-vis con la gente que filmaba, preguntándose, "¿Soy alguien del grupo? ¿Quién? ¿Por qué estoy mirando a la otra persona? ¿Soy un observador desde externo? Si soy un observador,  ¿quién soy? ¿Hay alguien más observando desde este ángulo y distancia? ¿Qué están viendo y pensando?" El estilo de rodaje de Marshall evolucionó para reflejar su posición dentro de la sociedad que filmaba, mas como participante que como observador externo.
En sus primeras películas sobre los Ju/'hoansi, y de hecho en la mayoría de sus películas, Marshall presenta visiones realistas del cambio de vida de una cultura de cazadores recolectores, pero el mismo nunca es un protagonista central de estas películas. Sin embargo, en 2002, en los 6 episodios de su película "Una Familia Kalahari ", Marshall descorrió la cortina mostrándose tanto él como su familia, que habían estado implicados tanto políticamente como etnográficamente con los Ju/'hoansi desde los años 50. Este pudo ser el punto cumbre de la filmación realista, pues los Marshall habían estado implicados íntimamente con la cultura Ju/'hoansi produciendo impactos en ella tanto positivos como negativos, y finalmente en "Una familia Kalahari", esos impactos fueron explorados.

## Filmografía
•	1957: The Hunters 

## Publicaciones
Publicaciones de John Marshall

• "Filming and Learning," in a special edition of Visual Anthropology entitled The Cinema of John Marshall, Gordon and Breach Publishers, 1993 
Acerca de John Marshall

•Tomaselli, Keyan, Visual Anthropology, Encounters in the Kalahari, Chicago, 1999. 